# Perafort
Perafort – miasto w Katalonii w Hiszpanii, leżące w pobliżu Tarragony. Początki miasta sięgają aż okupacji rzymskiej Półwyspu Iberyjskiego, o czym świadczy wiele znalezisk archeologicznych. Podstawową gałęzią gospodarki miasta są winnice oraz uprawy migdałów i orzechów laskowych. Na granicy miasta znajduje się stacja kolei wysokich prędkości Camp de Tarragona.